# Sremska Mitrovica (nádraží)
Sremska Mitrovica (cyrilicí Сремска Митровица) je železniční stanice, která se nachází ve stejnojmenném městě. Je jednou ze stanic na srbské části trati Bělehrad–Záhřeb. 
Nádraží má pouze nekryté nástupiště, přístup je k dispozici přechodem přes koleje; nádraží nemá vlastní nadchod ani podchod. V blízkosti stanice se nachází i autobusové nádraží.
Funkcionalistická budova nádraží se dvěma patry je často uváděna jako první stavba, která byla v tehdejší Jugoslávii postavená po skončení druhé světové války. Veřejnosti začala sloužit v roce 1945 a nahradila dřívější zničenou budovu. V roce 2019 prošla budova nádraží stanice komplexní rekonstrukcí v celkové hodnotě 33 milionů dinárů. Obnovena byla fasáda, interiér a zmodernizováno vybavení staniční budovy.